# Alfred Chataud
Marc Alfred Chataud (né à Marseille en 1833 - décédé à Alger en 1908) est un peintre orientaliste français.

## Biographie
Il est élève d'Émile Loubon de 1857 à 1860, puis il monte à Paris et travaille dans l'atelier de Charles Gleyre. Sa famille possédant des propriétés en Algérie, il effectue à partir de 1856, plusieurs séjours de courte durée dans cette possession française, avant de s'y installer définitivement en 1892, près de Sidi Moussa. Il expose aux Salons de 1864 à 1885 des toiles à sujets orientalistes. Pendant plusieurs années, il est influencé par le style mélodramatique d'Henri Regnault et peint un orient de fantaisie (Un drame dans le sérail), mais il abandonne ce style en apprenant à connaître l'Algérie et trouve une nouvelle inspiration dans les vieux quartiers d'Alger ou de Tlemcen, ainsi que dans la vie de ses habitants. Il participe à la fondation de la Société des Artistes Algériens dont il devient vice-président en 1904.

## Quelques œuvres

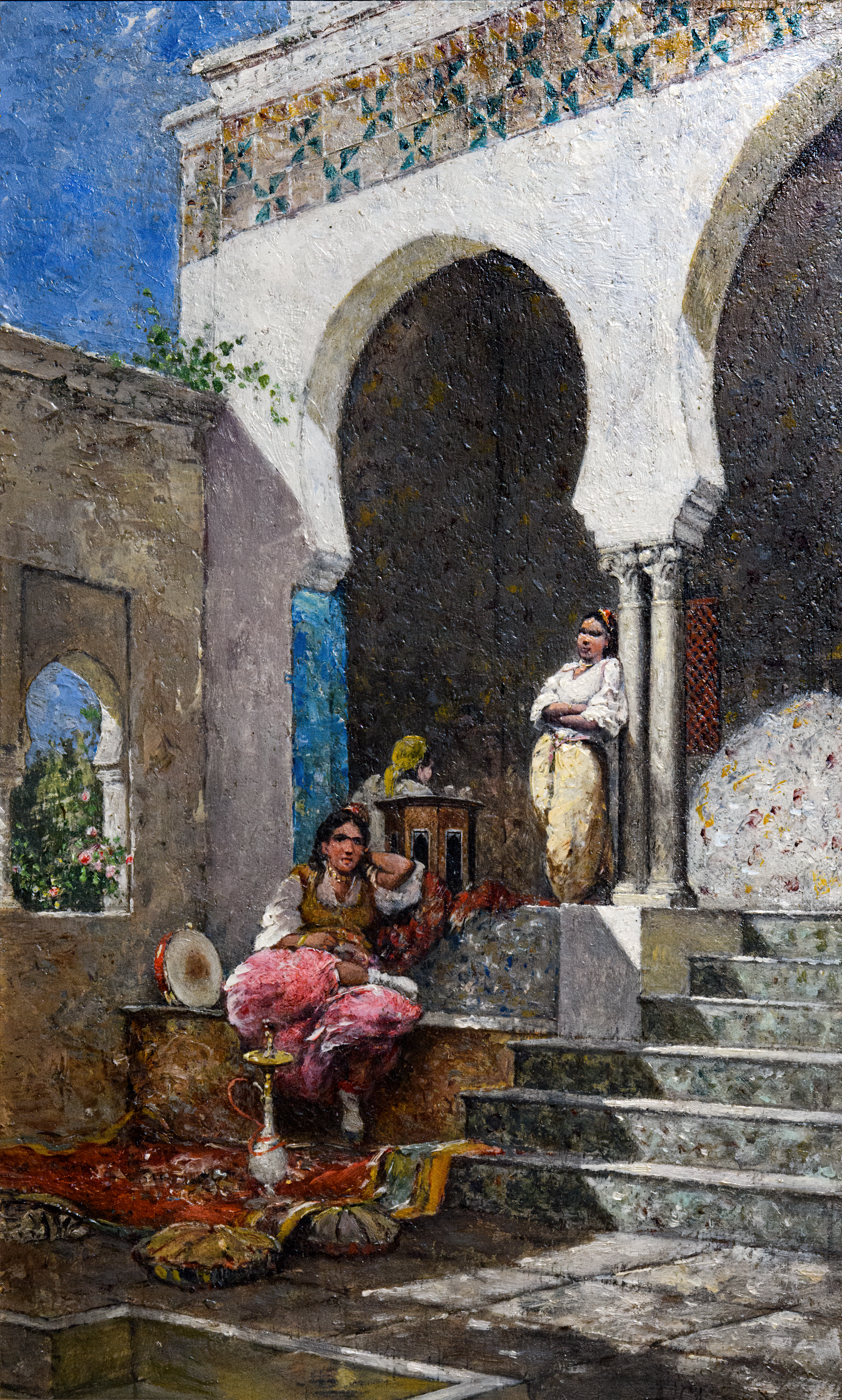
Les belles du harem - Musée des Beaux-Arts de Narbonne[2],
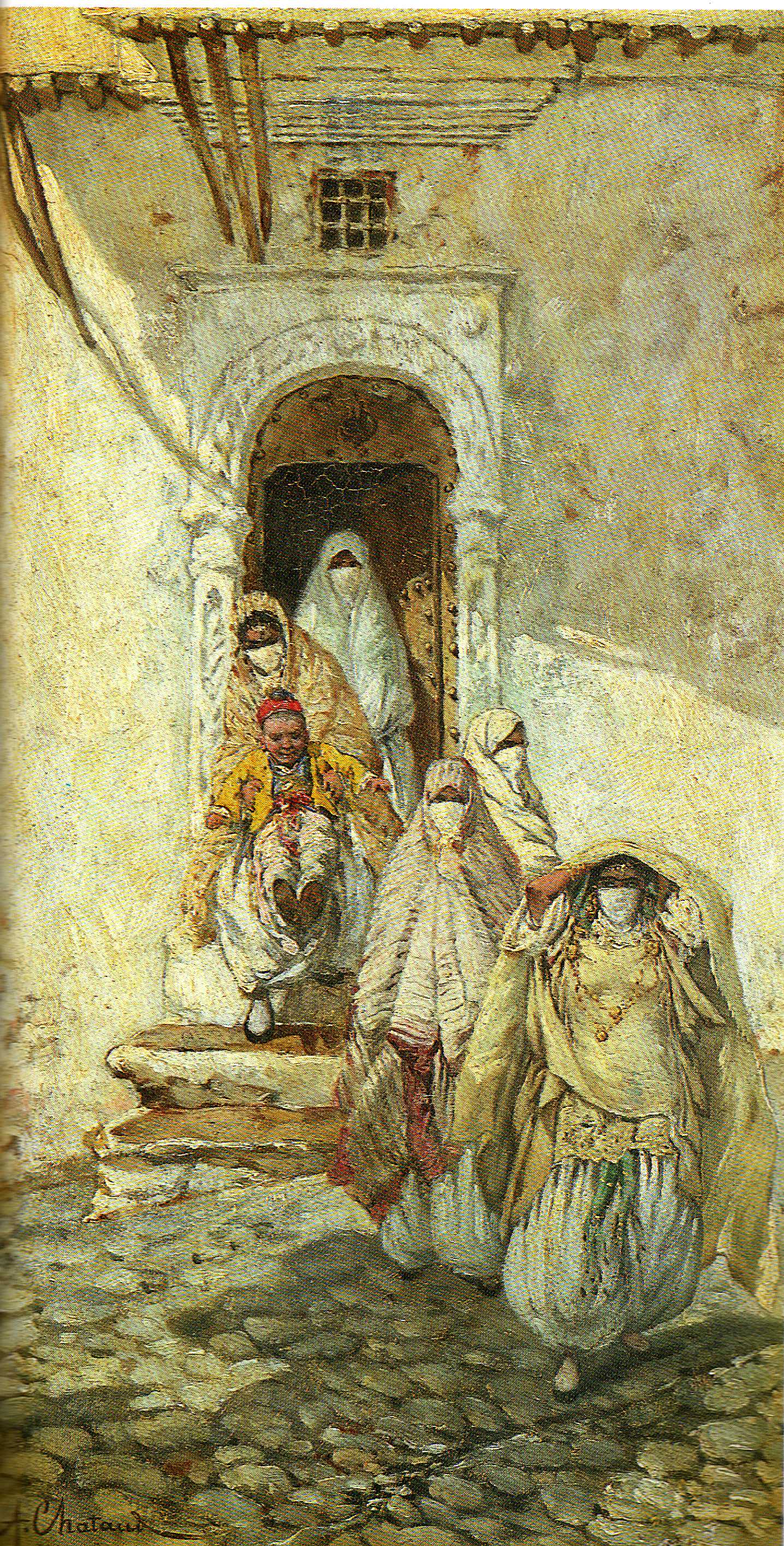
Après la cérémonie de la circoncision
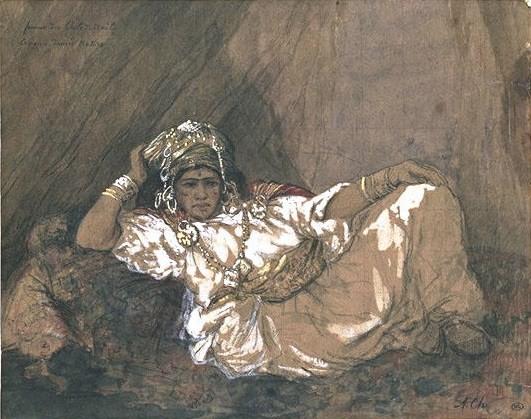
Femme des Ouled-Naïl richement parée
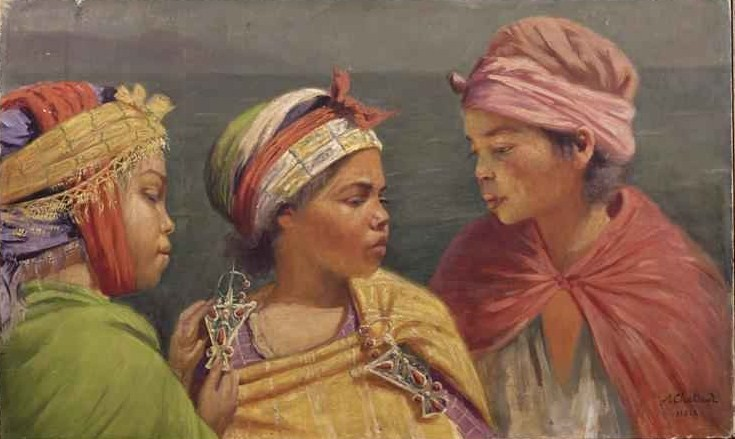
Fillettes d'Alger
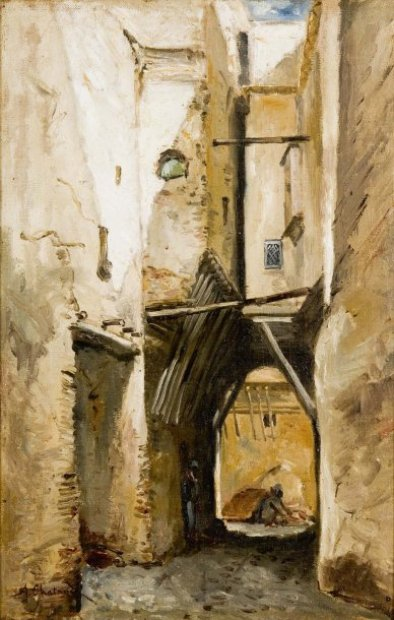
Ruelle de la casbah